# 6P/d'Arrest
6P/d'Arrest ook wel als "de komeet van d'Arrest" bekend, is een komeet in het zonnestelsel met een baan tussen Mars en Jupiter en werd door Heinrich Louis d'Arrest ontdekt op 28 juni 1851.
In 1991 stelden Andrea Carusi en Giovanni B. Valsecchi van het Istituto Astrofisica Spaziale te Rome en Ľubor Kresák en Margita Kresáková van het Slovak Astronomical Institute te Bratislava vast dat deze komeet dezelfde was die Philippe de La Hire waarnam in 1678.
De diameter van de komeetkern wordt op 3,2 km geschat.